# Église Saint-Martin de Nernier
L'église Saint-Martin est une église catholique de France, située sur la commune de Nernier, en Haute-Savoie. Elle est dédiée à saint Martin.

## Histoire
L'église primitive est mentionnée dans un document du XIIIe siècle dans une bulle du pape Innocent IV (1250) dans laquelle la paroisse est placée sous l'autorité de l’abbaye de Filly,. Les historiens estiment cependant que son origine puisse être plus ancienne, en raison du patronage dédié à Martin de Tours. Elle est également dite filiale — c'est-à-dire une église secondaire — de l'église d'Yvoire. 
Durant l'occupation du Chablais par les troupes protestantes bernoises (1536 à 1559), l'église est rattachée à la paroisse de Messery. L'église accueille désormais le culte protestant. François de Sales intervient dans la région pour l'évangéliser de nouveau (1594). Les croyants de Nernier semblent résister à cette nouvelle conversion jusqu'à leur exclusion de l'église et l'édification d'un temple, situé sur l'emplacement de l'actuelle chapelle de Notre-Dame-du-Lac. 
La filiation avec la paroisse de Messery perdure au-delà jusqu'à l'occupation du duché de Savoie par les troupes révolutionnaires françaises (1793). 
L'édifice est reconstruit en 1840. Les travaux ont permis la découverte de tombeaux de la période antique.

## Description
L'église possède un tableau représentant une « Descente de Croix ».